# Fieni
Fieni er en by i distriktet Dâmbovița i Muntenien, Rumænien. Den ligger ved Ialomița-floden og har et indbyggertal på 6.378 (2021). Den administrerer to landsbyer, Berevoești og Costești.
Byen ligger i et kuperet område syd for Bucegi-bjergene, på bredden af floden Ialomița. Den ligger 29 km nord for distriktsbyen, Târgoviște, og gennemkrydses af nationalvej. DN71 (ro), der starter tæt på Bukarest, løber gennem Târgoviște og ender i Sinaia, 35 km nord for Fieni.
Nikolajkirken i Fieni, der blev bygget i 1804, er et historisk monument. En cementfabrik i Fieni blev i 2002 købt af det tyske selskab HeidelbergCement i 2002. Det lokale fodboldhold, Cimentul Fieni, blev grundlagt i 1936 og spillede i Divizia C, inden det blev opløst i 2005. Holdets hjemmebane var Stadionul Cimentul.